# Pierre Clause
Pierre Clause est un ancien pilote automobile français, sur circuits.

## Biographie

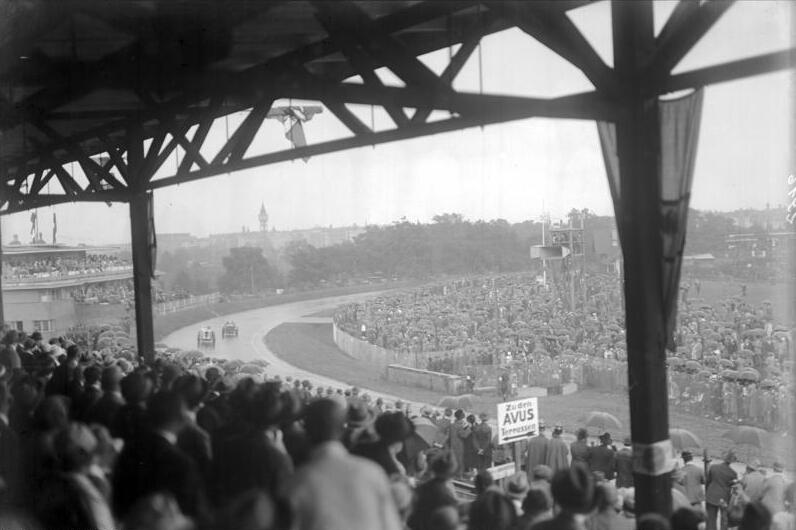
Le Grand Prix d'Allemagne, premier du nom en 1926 (près de Berlin, Clause 4e).

Pilote officiel Bignan, il bat le record du monde des 3 000 km sur l'autodrome de Montlhéry en 1924 (l'année de sa construction), avec Pierre Gros à 124 km/h de moyenne. La même année il dispute la Coupe Georges Boillot.
Il concourt en Grand Prix entre 1925 et 1928 (sept courses disputées en quatre saisons, dont une à Monza en 1926, puis également hors de France à AVUS et au Nürburgring).
Il remporte le premier Grand Prix de la Marne en 1925 (à Beine-Nauroy, près de Reims), finit second du Grand Prix du Comminges en 1926 (réussissant à s’intercaler parmi les nombreuses Bugatti T35), 3e du Grand Prix de Guipuscoa en 1927 (Saint-Sébastien, au circuit de Lasarte avec Paul Gros comme pilote équipier), et participe trois fois au Grand Prix d'Allemagne (de 1926 à 1928), terminant 4e à la première édition de 1926 avec une Bignan B Spl (seul étranger classé; vainqueur Rudolf Caracciola).
Aux 24 Heures du Mans, en trois tentatives il obtient une 12e place en 1925 avec Henri Springuel sur Bignan 1979 S4 (il est présent en 1951 avec André-Georges Claude sur Renault 4CV, voiture que les deux hommes pilotent aussi cette année-là au Tour de France automobile).